# Лапшин, Алексей Алексеевич
Алексе́й Алексе́евич Лапши́н (род. 1947) — президент ОАО «Новолипецкий металлургический комбинат» (в 2005—2012 годах).
А. А. Лапшин родился в 1947 году в Оренбургской области. Окончил Орский нефтетехнический техникум и Всесоюзный заочный политехнический институт.
В 1967 году устроился на Гайский горно-обогатительный комбинат. Потом работал в «Тувакобальте» и «Южуралникеле».
В 1995 году стал заместителем генерального директора АОЗТ «Металлург» (до 1997 года). Попутно (с 1996 года) — генеральный директор ЗАО «Росмет» (до 1998 года).
С 1999 года входит в совет директоров ОАО «НЛМК». В 2005—2012 годах был президентом компании.